# Killed by 9V Batteries
Killed by 9V Batteries ist eine österreichische Band aus Weiz in der Steiermark. Es ist die bekannteste Band des Gitarristen und Sängers Wolfgang Möstl, der auch noch bei unter anderem Mile Me Deaf und Sex Jams aktiv ist.

## Bandgeschichte
Killed by 9V Batteries wurde 2002 von den damals noch jugendlichen Bandmitgliedern Mario Loder (Schlagzeug) und Wolfgang Möstl (Gesang, Gitarre) gegründet. Nach zwei Monaten traten sie zum ersten Mal live auf einem Rock-gegen-Rechts-Konzert auf. Mit einem Demo gelang es ihnen beim Independent-Label Siluh, das von Schauspieler Robert Stadlober geleitet wird, einen Plattenvertrag zu ergattern.
2006 erschien ihr selbstbetiteltes Debütalbum, gefolgt von den beiden 2008er Alben Neuhass und Escape Plans Make It Hard to Wait for Success. Im gleichen Jahr beteiligen sie sich an einer von Stadlober und Patrick Wagner inszenierten Aktion namens Fuck You All im Rahmen der Popkomm. Im Jahr 2009 war sie für den Amadeus Austrian Music Award in der Kategorie „Alternative/Rock“ nominiert. 2010 folgte eine Split-LP mit Picture Eyes.
Ihr letztes Album The Crux erschien 2011. 2014 löste Wolfgang Möstl die Band auf.

## Musikstil und Bedeutung
Die Indie-Rock-Band verarbeitet Einflüsse von 1990er Indie-Bands wie Dinosaur Jr., Sonic Youth oder Pavement und alten AmRep-Bands sowie Dischord-Bands aus dem Subgenre Emopunk. Dabei nehmen sie einen experimentellen Ansatz und verwenden zum Teil unübliche Formate, wie eine 3,5″-Diskette, um ihre Musik zu verbreiten. Gelegentlich werden sie auch als Garage-Rock bezeichnet, eine Kategorisierung, die sie nicht besonders mögen. Der Gesang erinnert ein wenig an Placebo. Gelegentlich wird die Band auch dem Grunge zugeordnet.

## Diskografie
Alben
- 2006: Killed by 9V Batteries (Siluh Records / Cargo Records)
- 2008: Neuhass (Vinyl; Siluh Records / Hoanzl)
- 2008: Escape Plans Make It Hard to Wait for Success (Siluh Records / Cargo Records)
- 2010: Split-LP mit Picture Eyes (Vinyl; Siluh Records / Cargo Records)
- 2011: The Crux (Siluh Records / Cargo Records)

Singles
- 2007: How to Mute Ourselves (Split-7’’, Louisville Records/Siluh Records)

Sonstige Veröffentlichungen
- 2006: Extra Extended Expressions (Siluh Records)
- 2008: Split-MC mit Black Fox Dance
- 2008: Cat Butt (3,5" Floppy Disc)